# Et døgn uden løgn
Et døgn uden løgn er en dansk film fra 1963. Den norske sanger,Per Asplin var filmens hovedperson.
- Manuskript Peer Guldbrandsen.
- Instruktion Svend Methling.

Blandt de medvirkende kan nævnes:
- Charlotte Ernst
- Karl Stegger
- Asbjørn Andersen
- Axel Strøbye
- Ove Sprogøe
- Paul Hagen
- Vera Gebuhr
- Astrid Villaume
- Judy Gringer
- Carl Ottosen
- Peer Guldbrandsen
- Gyda Hansen